# Lista de deputados estaduais do Espírito Santo da 20.ª legislatura
Esta é a lista de deputados estaduais do Espírito Santo para a legislatura 2023–2027. Nas eleições estaduais no Espírito Santo em 2022, em 2 de outubro de 2022, foram eleitos 30 deputados estaduais, dos quais 14 foram reeleitos.

## Composição das bancadas
| Partido      | Líder              | Bancada | Posição      |
| ------------ | ------------------ | ------- | ------------ |
| PL           | —                  | 5 / 30  | Oposição     |
| Republicanos | —                  | 4 / 30  | Oposição     |
| PODE         | —                  | 3 / 30  | Governo      |
| PSB          | —                  | 3 / 30  | Governo      |
| PDT          | —                  | 2 / 30  | Governo      |
| PP           | Theodorico Ferraço | 2 / 30  | Governo      |
| PSDB         | —                  | 2 / 30  | Governo      |
| PT           | —                  | 2 / 30  | Governo      |
| UNIÃO        | —                  | 2 / 30  | Governo      |
| Cidadania    | —                  | 1 / 30  | Governo      |
| PATRI        | —                  | 1 / 30  | Independente |
| PSC          | —                  | 1 / 30  | Oposição     |
| PSOL         | —                  | 1 / 30  | Oposição     |
| PTB          | —                  | 1 / 30  | Oposição     |

## Deputados Estaduais
| Nome               | Partido      | Votos nominais | Notas | Ref   |
| ------------------ | ------------ | -------------- | ----- | ----- |
| Sérgio Meneguelli  | Republicanos | 138.523        |       | [ 1 ] |
| Capitão Assumção   | PL           | 98.669         |       | [ 1 ] |
| João Coser         | PT           | 58.279         |       | [ 1 ] |
| Camila Valadão     | PSOL         | 52.221         |       | [ 1 ] |
| Marcelo Santos     | PODE         | 41.627         |       | [ 1 ] |
| Iriny Lopes        | PT           | 36.720         |       | [ 1 ] |
| Tyago Hoffmann     | PSB          | 32.123         |       | [ 1 ] |
| Dr. Bruno Resende  | UNIÃO        | 31.897         |       | [ 1 ] |
| Lucas Polese       | PL           | 29.490         |       | [ 1 ] |
| Vandinho Leite     | PSDB         | 29.156         |       | [ 1 ] |
| Lucas Scaramussa   | PODE         | 26.720         |       | [ 1 ] |
| Raquel Lessa       | PP           | 26.439         |       | [ 1 ] |
| Denninho Silva     | UNIÃO        | 25.986         |       | [ 1 ] |
| Janete de Sá       | PSB          | 25.846         |       | [ 1 ] |
| Danilo Bahiense    | PL           | 24.970         |       | [ 1 ] |
| Pablo Muribeca     | Patriota     | 24.555         |       | [ 1 ] |
| Adilson Espindula  | PDT          | 22.278         |       | [ 1 ] |
| Theodorico Ferraço | PP           | 20.888         |       | [ 1 ] |
| Hudson Leal        | Republicanos | 20.804         |       | [ 1 ] |
| Mazinho dos Anjos  | PSDB         | 20.731         |       | [ 1 ] |
| Alexandre Xambinho | PSC          | 20.722         |       | [ 1 ] |
| José Esmeraldo     | PDT          | 20.219         |       | [ 1 ] |
| Dary Pagung        | PSB          | 18.721         |       | [ 1 ] |
| Fabrício Gandini   | Cidadania    | 16.948         |       | [ 1 ] |
| Callegari          | PL           | 16.842         |       | [ 1 ] |
| Zé Preto           | PL           | 15.901         |       | [ 1 ] |
| Alcântaro          | Republicanos | 15.742         |       | [ 1 ] |
| Allan Ferreira     | PODE         | 15.185         |       | [ 1 ] |
| Bispo Alves        | Republicanos | 14.474         |       | [ 1 ] |
| Coronel Weliton    | PTB          | 12.176         |       | [ 1 ] |